# Томас Гальдамес
Томас Ігнасіо Гальдамес Мілан (ісп. Thomas Ignacio Galdames Millán, нар. 20 листопада 1998, Сантьяго, Чилі) — чилійський футболіст, захисник  клубу «Крила Рад» (Самара).

## Ігрова кар'єра

### Клубна
Томас Гальдамес є вихованцем футбольної школи столичного клубу «Уніон Еспаньйола». 28 липня 2018 року футболіст дебютував в першій команді у матчах чемпіонату Чилі.
Провівши в клубі п'ять сезонів, у січні 2023 року як вільний агент Гальдамес перейшов до клубу аргентинської Прімери «Годой-Крус». І 30 січня зіграв перший матч у новій команді.

### Збірна
Томас Гальдамес вперше отримав виклик до національної збірної Чилі на матчі відбору до чемпіонату світу 2026 року.

## Особисте життя
Томас Гальдамес є сином Пабло Гальдамеса - півзахисника збірної Чилі другої половини 90 - х років ХХ століття. Старший брат Томаса Пабло Гальдамес (молодший) - також професійний футболіст, гравець бразильського клубу «Васко да Гама» та національної збірної Чилі. Молодший брат - Бенжамін грає у Мексиці за клуб «Атлетіко Сан - Луїс».